# Confesión de un asesino
Confesión de un asesino (título original en alemán: Beichte eines Mörders) es una novela de 1936 del escritor austriaco Joseph Roth. La edición alemana muestra como subtítulo, Erzählt in einer Nacht (Contada en una noche) . La narración se centra en un exiliado ruso, Golubchik, que cuenta la historia de su vida a un grupo de personas en un restaurante de París.

## Estructura literaria
La novela presenta una doble narración, la del propio Roth que, de modo pretendidamente autobiográfico,  expone como conoció en un restaurante al protagonista, un presunto asesino, y la confesión en el que este narra su vida y cómo se produjo el supuesto asesinato; concluye la novela con lo que sucede al autor, cuando deja el restaurante y acude al hotel en que reside. La acción  se desarrolla en el París de entreguerras, aunque la historia que confiesa el asesino corresponde a un tiempo anterior a la Gran Guerra. 

## Trama
El autor  frecuenta en París un restaurante al que acuden emigrados de Rusia, como conoce el ruso –aunque procura que esos emigrados no sepan que entiende lo que hablan– le llama la atención uno de los que acuden normalmente por allí; pronto comprueba que entre los demás emigrados es conocido como "nuestro asesino". Esto aumenta su interés por ese personaje que finalmente, a lo largo de la noche, cuenta a todos los presentes su vida, y los hechos a los que debe ese sobrenombre.  
El ruso Golubchik ha vivido su infancia como hijo de guardia forestal en Volynia (Ucrania), pero un día su madre recibe una visita del príncipe Krapotkin y él descubre que este príncipe es su verdadero padre. Así comienza un relato apasionante en el que se unen y alternan una ambición obsesiva por ser reconocido como hijo de Krapotkin, su unión a la Ojrana, la terrible policía política de los zares, una invencible pasión por una modelo que conoce en Moscú durante una operación policiaca, un creciente odio hacia un hijo legítimo del príncipe al que convierte en su antagonista, delación y traiciones; y  también algún momento en el que se rebela ante su vida –que reconoce como infame– y se mueve al arrepentimiento. 
Así relata lo que aparece como una fábula del Mal, y de su poder hipnótico, bien representado por Lakatos, un comisionado del lúpulo de Budapest, elegante, amable y con una ligera cojera. Este personaje que de modo esporádico aparece en su relato, en cada ocasión, bajo capa de amistad, le propone a Golubchik el peor camino para salir de la situación en que se encuentra. Al final de la historia el ruso explica los hechos que le han llevado a ser conocido por sus compatriotas emigrados como "nuestro asesino", pero no hay ningún motivo político en lo que allí sucedió porque en realidad, como él mismo explica: 

«La vida privada de un hombre, la simple humanidad, es más importante... que todos los asuntos públicos del mundo»

Cuando Golubchik ha terminado su relato, la noche también ha llegado a su fin y todos abandonan el restaurante. Roth, ante la pregunta del dueño, le confirma que seguirá frecuentando el restaurante, pero cuando al llegar al hotel cercano en que se aloja, y mientras recoge la llave para subir a su habitación, llega un nuevo huésped, que trata de trabar con él una relación, pero se da cuenta de que se trata de Lakatos.

«Aquel mismo día dejé mi habitación [en el hotel]. A Golubchik nunca volví a verle, así como a ninguno de los otros hombres que escucharon su historia.»

## Recepción de la novela
Roth confesó en una carta a Stefan Zweig que escribió la novela demasiado deprisa, con esa misma rapidez que sugiere el subtítulo, "Contada en una noche". En todo caso se trata de una de las obras maestras del escritor: producida en su madurez, es conocida por algunos como su novela rusa, no solo porque narra la historia de un ruso, sino también porque «la psicología de sus personajes está descrita con tintes rusos: vileza, rencores, necesidad de reconocer las culpas y expiarlas», pues no otra es la finalidad de su confesión. Efectivamente la novela expresa con especial fuerza «ese tormento, esa angustia existencial y moral propia de la literatura rusa, concretada, como el propio narrador reconoce, en una atmósfera infernal y diabólica que se extiende hasta un final devastador». En el que una vez más aparece Lakatos, no ya en la historia del asesino sino en la vida del autor, quien lo reconoce como el mismo diablo, que parece rememorar al diablo cojuelo de la literatura española.

## Ediciones de la novela
En 1937 fue publicada en inglés:Confession of a Murder. Told in One Night, London Hale. 
La primera edición en español es de 1981, Confesión de un asesino, Ed. Bruguera, Barcelona, 1981, traducción de Juan José Solar); en 1992, fue de nuevo publicada, preparada por ese mismo traductor, por Anagrama (1992); y en 2019 Mármara publicó una traducción de Carlos Fortea.